# Mayhem
Pour les articles homonymes, voir Mayhem (homonymie).
Mayhem est un groupe de black metal norvégien, originaire d'Oslo, formé en 1984. La carrière de Mayhem fait grandement polémique, en particulier en raison de la violence des prestations scéniques, mais aussi à la suite du suicide du chanteur Per Yngve Ohlin (Dead) en 1991 et à l'assassinat du guitariste Euronymous par l'ancien membre Varg Vikernes (Count Grishnackh), de Burzum.
À ses débuts, le groupe fait paraître une démo (Pure Fucking Armageddon - 1986) et un EP (Deathcrush - 1987) qui devinrent très influents, et parviendront à les populariser aussi bien de manière positive que négative. Le groupe se sépare après le meurtre d'Aarseth, quelque temps avant la parution de leur premier album De Mysteriis Dom Sathanas, considéré par la presse spécialisée comme un classique du genre black metal. Les anciens membres restants Jan Axel Blomberg (Hellhammer), Jørn Stubberud (Necrobutcher) et Sven Erik Kristiansen (Maniac) se réunissent deux ans plus tard aux côtés de Rune Eriksen (Blasphemer), le remplaçant d'Aarseth. Maniac et Blasphemer ont depuis été remplacés par Attila Csihar pour l'un, et Teloch et Ghul pour le second.

## Biographie

### Débuts
Mayhem, qui signifie « désordre », « chaos », « mutilation du corps humain » en anglais, est formé en 1984 par Øystein Aarseth (initialement connu sous le nom de Destructor puis Euronymous), le bassiste Jørn Stubberud (Necrobutcher), et le batteur Kjetil Manheim, inspiré du titre Mayhem with Mercy du groupe Venom. Les membres du groupe sont principalement influencés par Venom, Motörhead, Black Sabbath, Slayer, Sodom, Bathory et Celtic Frost. Le line-up joue initialement des reprises musicales de Black Sabbath, Venom, Motörhead, et enregistre par la suite la démo intitulée Pure Fucking Armageddon. Après sa parution, Aarseth, autrefois au chant, avec Stubberud, durant les premières répétitions en studio, recrute deux chanteurs de session Eirik Norheim (Messiah) et Sven Erik Kristiansen (Maniac), en 1986 et 1987, respectivement. Norheim chante uniquement lors d'un concert, qui se déroule en avril 1986 dans la ville de Ski, et quitte le groupe la même année. Avec Kristiansen, Mayhem fait paraître son premier EP, Deathcrush, en 1987, distribué au nouveau label Posercorpse Music d'Euronymous.
La sortie de Deathcrush, l'EP tiré à 1 000 exemplaires, se vend rapidement. Cet enregistrement tend à les faire connaître, même s'il est représentatif d'un tiraillement stylistique entre thrash metal et death metal. Il est plus tard réédité en 1993 par Deathlike Silence Productions comme coentreprise avec le magasin de disques d'Euronymous, Helvete (qui signifie « enfer » en norvégien). Manheim et Maniac quittent le groupe en 1988. Maniac entame un séjour en hôpital psychiatrique pour tentative de suicide.

### Arrivée et décès de Dead (1988–1991)
Manheim et Maniac sont remplacés par Hellhammer à la batterie et par Dead au chant. C'est ce qui est considéré comme le line-up « classique » des débuts de Mayhem. Le groupe commence alors à se forger une véritable légende, à coups de scandales et de performances scéniques extrêmes. Dead amène également une dimension plus « gore » et crue aux textes. La légende est faite et les performances scéniques de la formation se distinguent par leur sauvagerie et la glorification de la mort qu'elles véhiculent.
Hellhammer voit Dead comme « le premier artiste de black metal à utiliser du corpse paint. » Pour mieux faire passer son apparence de cadavre décomposé, Dead enterrait ses vêtements dans un cimetière afin de les « imbiber de l'âme des morts,. » Sur scène, Dead se mutilait avec des couteaux de chasse ou des bris de verre. Le groupe empalait également des têtes de cochon ou de mouton sur scène. Stian Johannsen (Occultus) donne son avis sur Dead après son suicide : « Il (Dead) ne se considérait pas comme humain ; il se voyait plutôt comme une créature d'un autre monde. Il disait ressentir son sang se congeler dans ses veines, qu'il était mort. Voilà pourquoi il a emprunté le nom de Dead. Il savait qu'il allait mourir. »
En 1990, les membres de Mayhem emménagent dans « une vieille maison dans les bois » près d'Oslo utilisée par le groupe pour les répétitions. Ils débutent l'écriture de leur nouvel album, De Mysteriis Dom Sathanas. Le bassiste de Mayhem, Necrobutcher, explique qu'après avoir vécu ensemble pendant un temps, Dead et Euronymous « se sont beaucoup énervés l'un envers l'autre » et « ne se sont finalement pas quittés en bons termes. » Hellhammer explique également que Dead était parti dormir une nuit dans les bois du fait qu'Euronymous jouait du synthétiseur. Euronymous est alors sorti avec un fusil et a tiré en l'air. Varg Vikernes clame que Dead avait une fois poignardé Euronymous avec un couteau.
En 1991, Dead se suicide, ne laissant derrière lui qu'un seul enregistrement avec Mayhem, Live in Leipzig, son lot d'anecdotes macabres ainsi qu'un mot illustrant son humour noir : « Excuse all the blood » (« Excusez tout le sang »).  Par ailleurs, il se suicida avec les munitions que lui avait offert Varg à Noël. Euronymous aurait trouvé Yngve à son domicile, les poignets ouverts avec une balle dans la tête. Après l'avoir photographié, la rumeur dit qu'ils aurait procédé à des rituels inspirés d'une cérémonie viking et consommé des fragments de sa cervelle[réf. nécessaire], et également confectionné des colliers avec des morceaux de son crâne, donnés ensuite à des membres de la scène black metal qu'il considérait « dignes ». Euronymous laissera ces bruits courir pour servir l'image du groupe, ajoutant même qu'il voulait conserver un des bras de Dead mais que cela aurait été difficile à expliquer à la police. La photographie du cadavre de Dead figure sur la pochette du bootleg Dawn of the Black Hearts.

### Assassinat d'Euronymous (1992–1995)

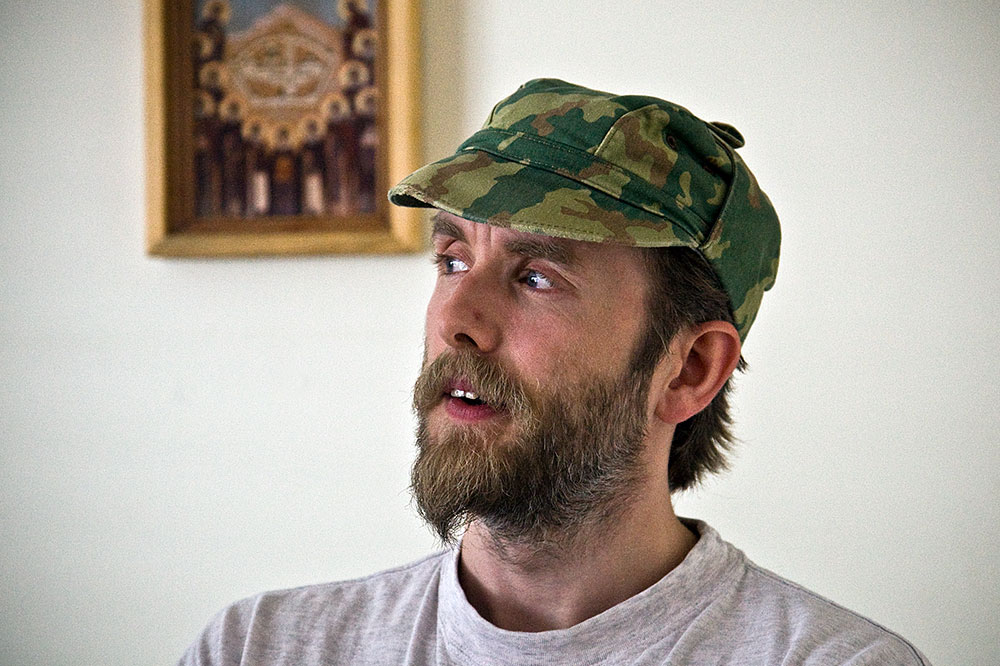
Varg Vikernes alias Count Grishnackh bassiste sur l'album De Mysteriis Dom Sathanas, ici en 2008 durant son incarcération.

Euronymous fonde en 1992 son magasin de black metal, Helvete, à Oslo. La boutique deviendra par la suite le point de départ et de rassemblement pour les membres de l'Inner Black Circle, organisation semi-terroriste impliquée dans des incendies d'églises en Norvège au début des années 1990, mais aussi pour toute la scène black metal norvégienne naissante. L'organisation est impliquée dans l'incendie de huit églises en bois norvégiennes en 1992 et 1993, ainsi que dans deux affaires de meurtre (celui d'Euronymous et l'assassinat d'un homosexuel par Faust du groupe Emperor). L'Inner Circle dont Varg Vikernes (Burzum) faisait également partie a largement contribué à la réputation sulfureuse du black metal, luttant contre les groupes de « poseurs » et promouvant un mode de vie et de pensée radical, farouchement opposé au Christianisme et au Satanisme « mainstream » d'Anton LaVey et d'Aleister Crowley pour une pensée plus extrême en faveur des actes traditionnellement considérés comme répugnants ou monstrueux.
À la suite de la mort de Dead et du départ de Necrobutcher, ne supportant plus Euronymous, Mayhem accueille dans ses rangs un chanteur de session, Attila Csihar (Tormentor, Aborym) ainsi que Varg Vikernes à la basse. C'est avec ce line-up que le groupe enregistre De Mysteriis Dom Sathanas.
Vikernes assassine Euronymous le 11 août 1993 de 23 coups de couteau, dont 16 dans le dos, 5 dans la nuque et 2 dans la tête, ajoutant une page de plus à l'histoire controversée du groupe. Les motivations exactes du meurtre sont encore floues ; une théorie circule affirmant que Vikernes était jaloux de l'omniprésence d'Aarseth dans la scène black metal, d'autres soutiennent que les motivations étaient d'ordre financier (Aarseth était fortement endetté), ou bien concernaient les contrats de Burzum avec Deathlike Silence Productions. Vikernes, quant à lui, plaide la légitime défense, affirmant qu'Euronymous projetait de le torturer et de l'assassiner. Snorre Ruch, alias Blackthorn, des groupes Thorns et Stigma Diabolicum, est également impliqué en tant que complice dans cette affaire. Vikernes purge une peine de 21 ans de prison et est libéré sur parole le 10 mars 2009 ; Snorre a écopé de 8 ans pour complicité de meurtre.
De Mysteriis Dom Sathanas paraît à titre posthume en 1994 et s'est imposé comme un album incontournable du genre, avec cette fois-ci une qualité d'enregistrement nettement meilleure que sur les albums précédents.

### Renouveau (depuis 1995)

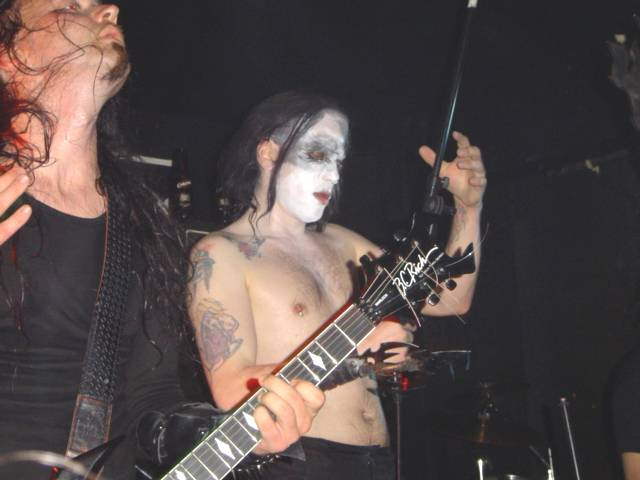
Blasphemer et Maniac pendant un concert.

Hellhammer reste désormais le seul membre du groupe, Attila étant seulement un musicien de session. Il décide de reformer Mayhem avec Maniac et Necrobutcher de retour dans le line-up et recrute Rune Eriksen, alias Blasphemer du groupe Aura Noir. Ici commence la nouvelle ère du groupe, plus innovante, plus moderne surtout. Wolf's Lair Abyss paraît en 1998, marquant le changement d'orientation musicale du groupe.
En 2000 sort Grand Declaration of War, confirmant le renouveau de Mayhem. Le son est clair, et le groupe exprime des influences électroniques, industrielles et expérimentales. Cet album divise les fans, voire déçoit les auditeurs de la première heure, mais apporte une richesse nouvelle au son du groupe, qui continue sur sa lancée et sort en 2004 l'album Chimera. Plus rapide que le précédent, plus violent, il marque un léger retour aux sources sans pour autant abandonner les expérimentations et sans revenir à la mauvaise qualité d'enregistrement des débuts. Alors que le line-up semble enfin stabilisé, Maniac est éjecté du groupe pour des problèmes d'alcool nuisant à ses prestations scéniques.
Attila refait donc à nouveau surface au sein de Mayhem, et en 2007 sort l'album Ordo Ad Chao. L'album est l'opus le plus expérimental de la formation, et encore une fois Mayhem ne tombe pas dans la facilité et déroute les fans. Le chant d'Attila est varié, allant des grognements aux cris en passant par des éclats de rire déments et les chuchotements ; l'album, articulé autour du concept du Chaos, fait part belle aux passages lents, dissonants ou bien industriels.

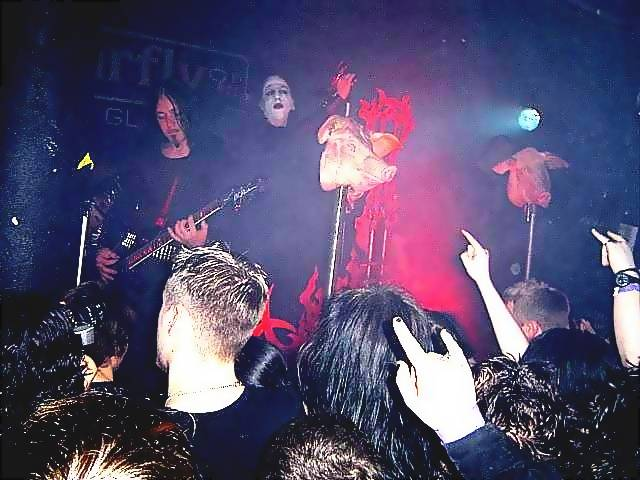
Mayhem en concert à Glasgow en 2004.

Mayhem a su, au fil du temps, évoluer dans de nombreux registres et s'imposer comme un groupe fondateur et incontournable de la scène Black Metal, d'abord en contribuant à la naissance du style puis en repoussant sans cesse ses limites.

## Membres
- Necrobutcher – basse (1984–1991, depuis 1995)
- Hellhammer – batterie, percussions (1988–1993, depuis 1995)
- Attila Csihar – chant (1992–1993, depuis 2004)
- Teloch – guitare (depuis 2011)
- Ghul – guitare (depuis 2012)[22]

### Anciens membres
- Euronymous – guitare (1984–1993 ; décédé en 1993), chant (répétition pour Pure Fucking Armageddon)
- Manheim – batterie, percussions (1984–1988)
- Dead – chant (1988–1991 ; décédé en 1991)
- Maniac – chant (1987–1988, 1995–2004)
- Blasphemer – guitare (1995–2008)
- Torben Grue[23] – batterie, percussions (1988)
- Kittil Kittilsen[23] – chant (1988)
- Occultus[24] - chant et basse (1991)
- Count Grishnackh - basse (1992-1993)
- Blackthorn - guitare (1992-1993)
- Messiah - chant (1985-1986)

### Musiciens invités
- Conrad Schnitzer : composa le titre d'introduction sur l'EP Deathcrush (1987).
- Øyvind Hægeland : chant additionnel sur Completion in Science of Agony sur l'album Grand Declaration of War (2000).

### Anciens membres de scène
- Alexander Nordgaren – guitare (1997–1998)
- Sanrabb – guitare (2004)
- Ihizagh – guitare (2004–2005)
- Morfeus – guitare (2008–2012)
- Silmaeth – guitare (2008–2011)

## Discographie

### Albums studio
- 1994 : De Mysteriis Dom Sathanas (Deathlike Silence Productions)
- 2000 : Grand Declaration of War (Season of Mist)
- 2004 : Chimera (Season of Mist)
- 2007 : Ordo Ad Chao (Season of Mist)
- 2013 : Esoteric Warfare (Season of Mist)
- 2019 : Daemon (Century Media)

### EP
- 1987 : Deathcrush  (Posercorpse Music, Deathlike Silence Productions)
- 1996 : Wolf's Lair Abyss (Misanthropy Records)
- 2021 : Atavistic Black Disorder/Kommando  (Century Medias Records)

### Albums live
- 1992 : Live in Leipzig (enregistré en 1990)
- 1999 : Mediolanum Capta Est
- 2000 : Live in Marseille
- 2016 : De Mysteriis Dom Sathanas Alive
- 2016 : Live in Zeitz
- 2017 : Live in Jessheim
- 2017 : Live in Jessheim
- 2017 : Live in Sarpsborg

### Démos
- 1986 : Pure Fucking Armageddon
- 2008 : Life Eternal (Saturnus Productions)

### Bootlegs
- 1990 : Live in Zeitz
- 1991 : Dawn of the Black Hearts
- 1992 : From The Darkest Past
- 1994 : A Tribute To The Black Emperors
- 1996 : In Memorium

### Singles, compilations et splits
- Out from the Dark (compilation ; 1996)
- Freezing Moon (single ; 1996)
- Ancient Skin/Necrolust (single ; 1997)
- Necrolust / Total Warfare (split ; 1999)
- European Legions (compilation ; 2001)
- US Legions (compilation ; 2001)
- Freezing Moon / Jihad (split ; 2002)
- The Studio Experience (compilation ; 2002)
- Legions of War (compilation ; 2003)
- Psywar (single ; 2014)